# Bormio
(Leonardo da Vinci, Codice Atlantico – C.A. 391 recto)
Bormio (Bùrmi in dialetto valtellinese, Worms im Veltlin in tedesco) è un comune italiano di 3 909 abitanti della provincia di Sondrio in Lombardia. Situata in alta Valtellina, in posizione strategica per i commerci sin dal Medioevo, è ricca di importanti testimonianze architettoniche, artistiche e culturali.  Ubicata nel Parco Nazionale dello Stelvio, è una rinomata località turistica estiva e invernale che ha ospitato i campionati mondiali di sci alpino nel 1985 e nel 2005. Ospita la sede della Comunità montana Alta Valtellina.

## Geografia fisica

### Territorio
La conca di Bormio è ampia e luminosa; scavata nei secoli dai ghiacciai e dai corsi d'acqua e in parte colmata dalle alluvioni, è circondata da monti che verso nord formano una barriera di calcare e dolomia, la cui cima principale è la Reit (3075 m). Essa protegge dai venti del Nord. Questa conca caratterizza la zona essendo interamente circondata da valli fluviali.
Vi confluiscono quattro valli: la Valdidentro (percorsa dal torrente Viola Bormina) che collega al Passo del Foscagno; la Valfurva (percorsa dal torrente Frodolfo) che collega al Passo Gavia; la Valle del Braulio (percorsa dall'omonimo torrente) che la collega al Passo dello Stelvio; e la Valle di Fraele, nella quale scorre il fiume Adda che, dopo aver raccolto le acque degli altri tre torrenti prosegue il suo corso in Valdisotto verso il capoluogo Sondrio.
Dista circa 65 km da Sondrio, in direzione nord-est.

### Botanica
La presenza degli scarichi delle acque termali (Bagni Vecchi di Bormio) ha fatto sì che lungo la parete rocciosa sottostante si sia insediata una stazione di Capelvenere (Adiantum capillus-veneris) che è la più alta d'Europa.
Nel parco del Grand Hotel Bagni Vecchi è presente una piccola colonia di Pini dell'Engadina (Pinus engadiniensis), unica all'esterno della valle svizzera. A Bormio il botanico Martino Anzi ha condotto i propri studi sulle piante cryptogamae. Bormio dispone inoltre di un orto botanico tra i maggiori e più ricchi delle Alpi italiane e non. Ospita moltissime specie e molte sono le iniziative che propone per tutte le età.

## Origini del nome
Il nome Bormio deriva con ogni probabilità dal termine gallico bormo = "sorgente calda" o dal tedesco "warm" = caldo, come le acque termali. Infatti, oltre che per lo sci, Bormio è nota per le sue terme, citate da Plinio il Vecchio, vissuto nel I secolo d.C.  Gli stabilimenti termali sono tre: le Terme di Bormio, che si trovano sul territorio di Bormio, e due stabilimenti, i Bagni Nuovi e i Bagni Vecchi, che si trovano sul territorio della frazione di Premadio del limitrofo comune di Valdidentro.

## Storia

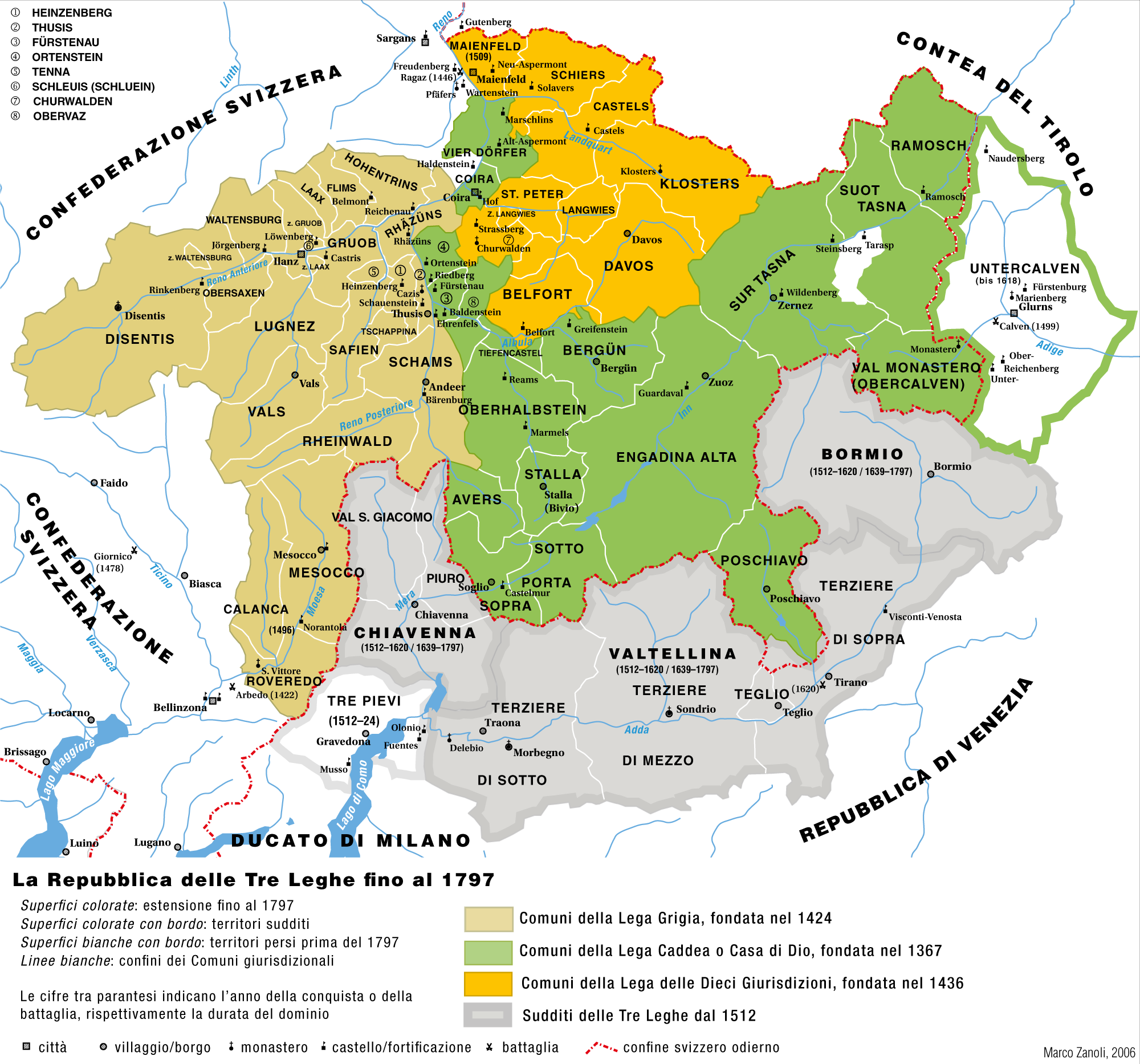
Carta storica della Repubblica delle Tre Leghe

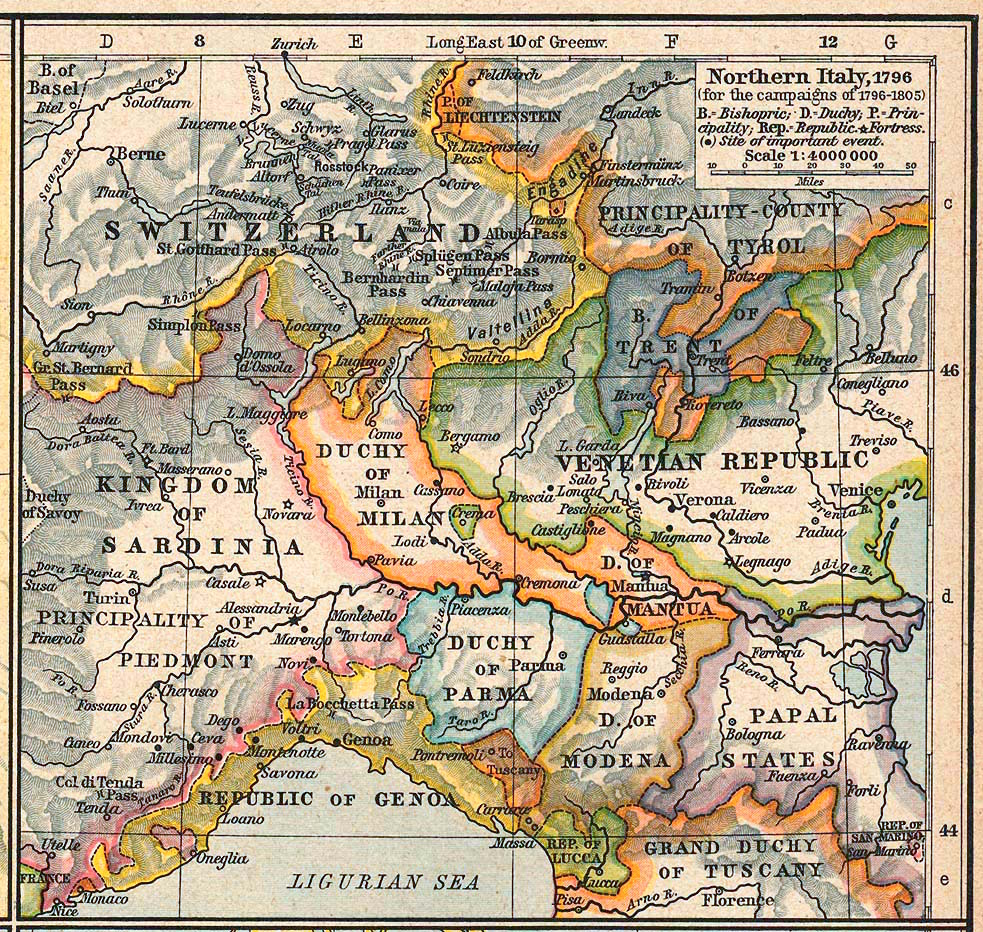
Il nord della penisola italiana nel 1796.

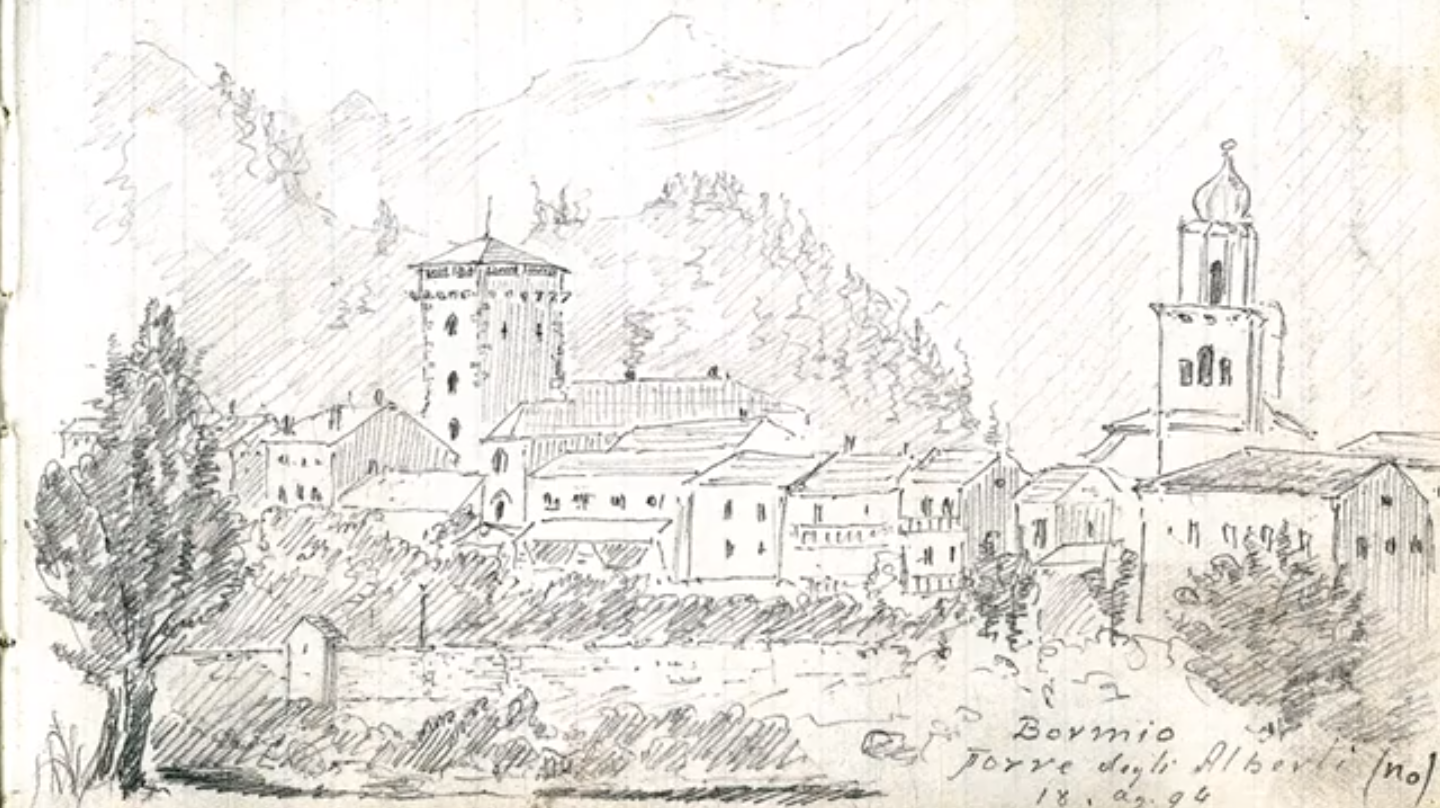
Un'illustrazione del borgo di Enrico Alberto d'Albertis del 1894.

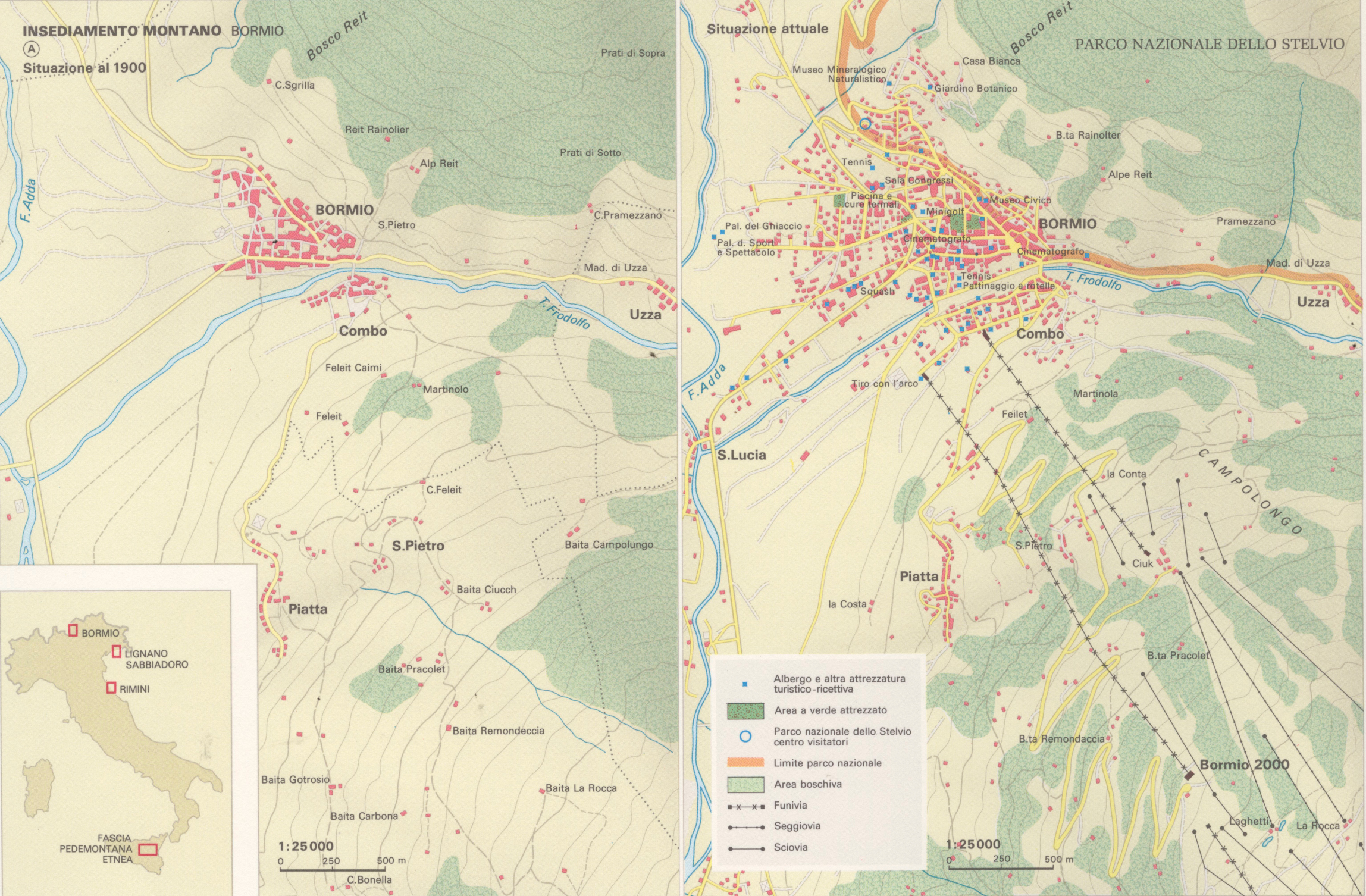
Sviluppo dell'abitato di Bormio dal 1900 al 1992

Il Bormiese costituisce una regione unitaria le cui caratteristiche fisiche hanno contribuito a determinare un'unica storia, una comune impronta etnografica e condizioni di vita simili.
La prima citazione di Bormio nei documenti antichi si ha in una lettera di Cassiodoro.
Durante il Medioevo Bormio fu sede dell'omonimo Contado, comprendente i territori che corrispondono ai comuni di Valfurva, Valdidentro, Valdisotto e Livigno.
Il Contado, nonostante i tentativi di acquisire il potere dei vescovi di Como e del vescovato di Coira, mantenne la propria indipendenza per circa tre secoli dal X al XIII, allorché finì sotto il controllo di Como. 
Questo durò fino al 1335 quando il signore di Milano Azzone Visconti conquistando la città lariana, s'impadronì dei territori ad essa sottoposti tra i quali la Valtellina con Bormio e Livigno. 
Il periodo milanese, prima con i Visconti poi con gli Sforza durerà fino al 1500 con il tentativo di Ludovico il Moro di riconquistare il Ducato di Milano finito sotto il controllo francese. 
Lo stesso Ludovico il Moro sarà due volte a Bormio: la prima nel 1496 con la consorte Beatrice d'Este per incontrare l'imperatore del Sacro Romano Impero Massimiliano I d'Asburgo, la seconda nel settembre del 1499 fuggendo da un Ducato ormai mira dei soldati francesi. Nel 1493 un'altra grande figura del Ducato di Milano passava per Bormio: Bianca Maria Sforza in viaggio per raggiungere il suo promesso sposo, l'imperatore Massimiliano I d'Asburgo.
Nel 1377, attraverso l'emanazione della magna charta delle libertà bormiensi, il comune riprese autonomia e ottenne importanti privilegi. Il potere venne affidato al Podestà di Bormio. Egli rappresentava l'autorità superiore e godeva di un potere direttivo e costrittivo. Senza di lui gli organi comunali non potevano agire.
Da allora e per tutti i due secoli successivi, il Contado fu al centro della rotta commerciale che collegava Venezia con il nord Europa oltre ovviamente a quella verso Milano capitale del Ducato. Grazie a posizione strategica e alla possibilità di imporre dazi in via esclusiva sulle merci di lì in transito, poté svilupparsi economicamente. Nel 1400 la popolazione era di 5 000 abitanti e sul territorio si potevano contare 32 torri.
La prosperità durò sino al 1487 quando la località cadde sotto l'assedio dei Grigioni, divenuti più potenti in seguito all'accordo delle Tre Leghe. Da quel momento gli Sforza concessero anche alla Repubblica delle Tre Leghe la possibilità di imporre dazi al pari di Bormio. Il Contado, a causa della peste e dell'instabilità politica e militare della zona volse verso il declino e nel 1512 divenne un protettorato sottoposto al dominio delle Tre Leghe.
Degno di nota fu Gian Giacomo Vismara, podestà dal 1495 al 1499, Cavaliere Aulico e Consigliere Segreto del Duca di Milano.
La stessa denominazione di "Magnifica Terra" o "Magna Terra di Bormio et honorate valli", assegnata in passato a tutta la zona, al di là degli aspetti naturali, definisce un territorio circoscritto nella sua autonomia, orgoglioso, sin dai tempi più lontani, della sua vita sociale.
Con l'arrivo di Napoleone e la campagna d'Italia terminò anche l'indipendenza del Contado di Bormio. Nel 1797, con la Valtellina, venne riunita alla Lombardia e annessa alla Repubblica Cisalpina. Da allora seguì la stessa sorte della Lombardia, dapprima sotto gli Asburgo poi nel Regno d'Italia.

## Monumenti e luoghi d'interesse

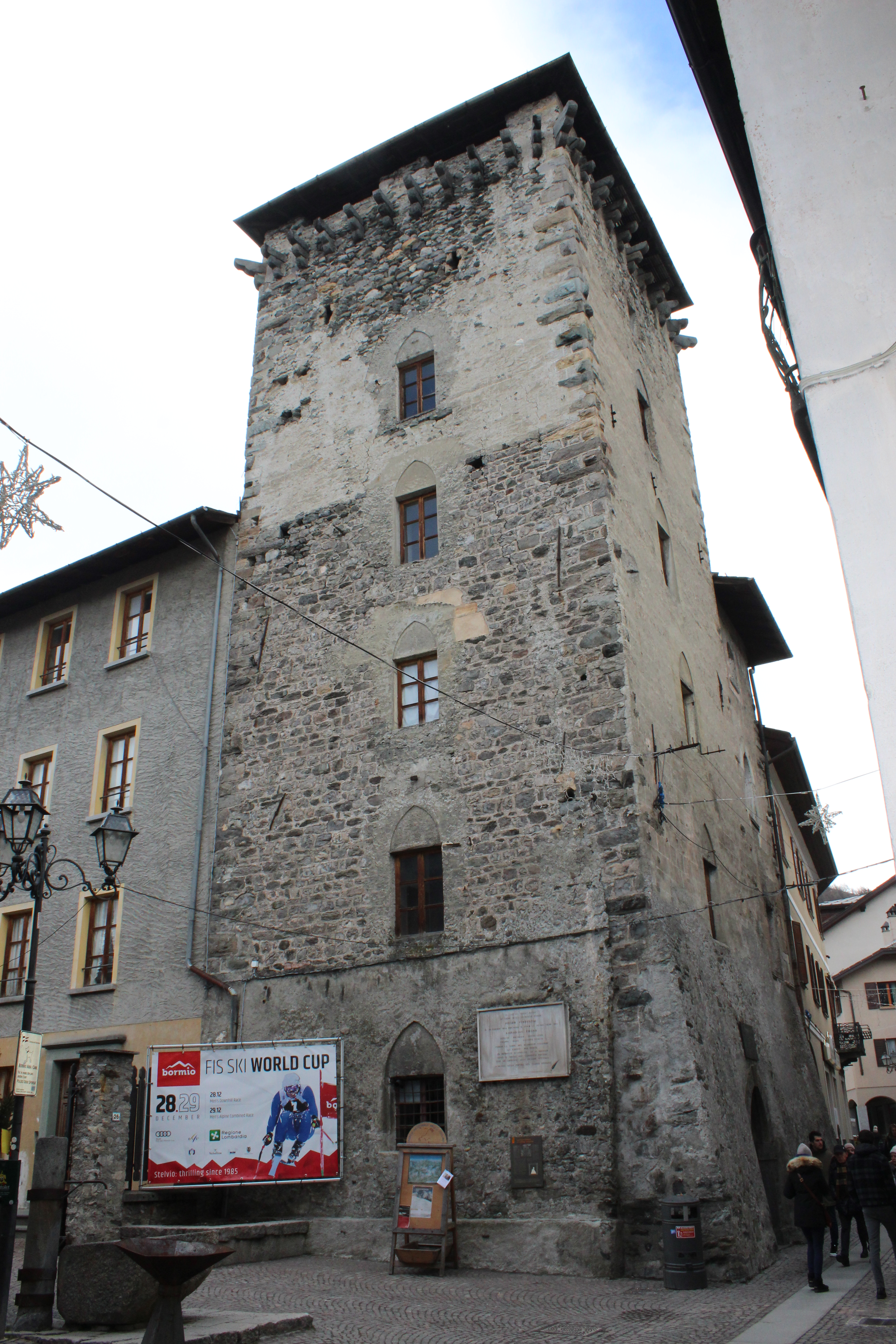
La Torre degli Alberti.

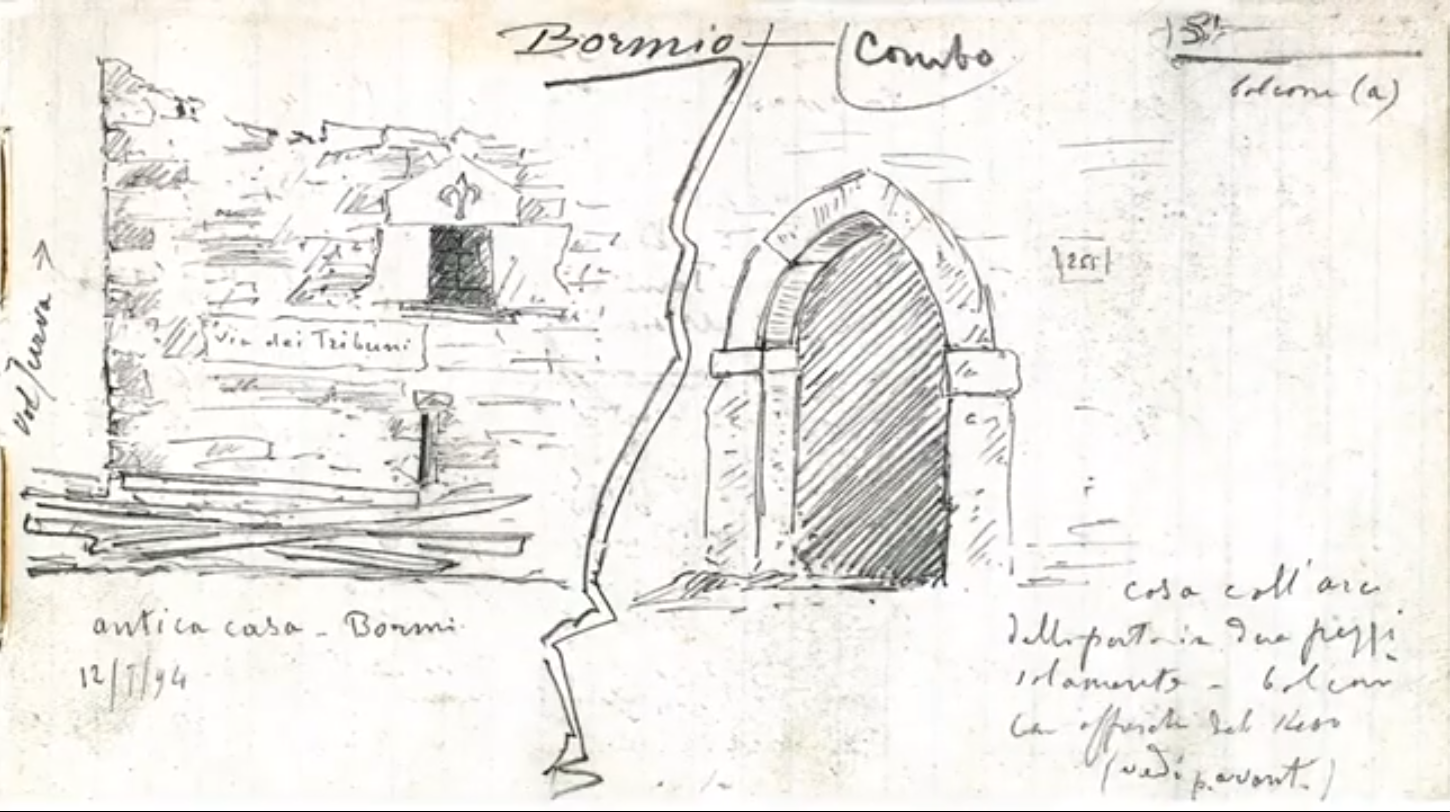
Elementi architettonici disegnati da Enrico Alberto d'Albertis nel 1894

### Architetture civili
- Kuerc: risale al XIV secolo, nel pieno periodo dell'autonomia bormina, ed era il luogo dove un tempo avvenivano le adunanze e si amministrava la giustizia. Sulle sue colonne venivano infatti affissi i decreti e le sentenze. Situato in Piazza Cavour di fronte alla Collegiata.
- Torre degli Alberti (nota anche come Torre Marioli o Torre di Dossiglio), risalente al XIII secolo, è realizzata in pietra grigia a vista. Ospitò Bianca Maria Sforza nel 1493, Ludovico il Moro nel 1496 e Leopoldo V d'Austria (1623).
- Palazzo Alberti: ospitò alcune delle più ricche e influenti famiglie sino al 1632, quando passò ai Gesuiti che ne fecero un centro formativo per il contado.[13]
- Palazzo de Simoni, localmente noto come "castello", edificio che ospita il museo civico di Bormio.[14]
- Pentagono: impianto polifunzionale di proprietà comunale dal 2022.[15] Ha ospitato tornei di pallacanestro e incontri di pugilato internazionali, nonché concerti e conferenze. Quando adibito ad eventi sportivi è una delle palestre più grandi della provincia di Sondrio.
- Palazzo del ghiaccio, noto anche come Palaghiaccio Braulio: impianto sportivo adibito allo short track, al pattinaggio artistico ed all'hockey su ghiaccio. È sede del centro federale nazionale dello short track.

### Architetture militari
- Forte Venini Oga, una delle fortificazioni della prima guerra mondiale meglio conservate d'Europa. https://www.fortedioga.it/

### Architetture religiose
- Collegiata dei Santi Gervasio e Protasio: citata in antichi documenti già nel 803, fu più volte ricostruita nel corso della storia. L'aspetto deriva dalla ricostruzione del XVII secolo, dopo il devastante incendio avvenuto nel 1621 a causa dell'esercito spagnolo. All'interno sono presenti pregevoli opere artistiche legate all'ambiente alpino e Valtellinese. Da segnalare il "Compianto" del XVII secolo, con numerose statue lignee policrome, e le numerose tele di artisti locali del medesimo periodo. Notevoli i due armadi in stile rustico del XVII secolo. Nell'abside sono conservate due tele di Giuseppe Prina risalenti al XVIII secolo.
- Chiesa di Santo Spirito: già attestata nel 1304 ma sconsacrata nel corso dell'Ottocento,[16] la chiesa ospita al suo interno resti di affreschi che coprono il periodo storico tra l'ultimo quarto del Quattrocento e la metà del Cinquecento, opere attribuite a Giovannino da Sondalo, al pittore locale Luigi Sermondi,[16] a Bartolino de Buri,[16] e a Giovanni Andrea De Magistris[16].
- Chiesetta di Santa Barbara: attualmente sconsacrata, venne edificata nel periodo della peste nera nel XIV secolo.[17]
- Chiesa di Sant'Antonio Abate: conosciuta come chiesa del santissimo Crocifisso per la grande devozione che o fedeli hanno verso l'antico crocifisso, di scuola tedesca, ritenuto miracoloso. Il Crocifisso, secondo la leggenda, prese la forma di una croce dopo essere stato colpito da un fulmine; il pastore di Valfurva che si era rifugiato sotto di esso completò la scultura; il Crocifisso fu gettato dai soldati nel torrente Frodolfo che lo condusse sino a Bormio dove venne appostato nella Chiesa.[18][19]
- Oratorio San Vitale: realizzato nel 1196, con uno stile tipicamente romanico, conservante resti di affreschi del Trecento sulla facciata, che rappresentano gli emblemi dei vari artigiani.

## Geografia antropica
Il comune è suddiviso in cinque reparti (contrade):
- Buglio;
- Combo;
- Dossiglio;
- Dossorovina (o in dialetto Dossoruina);
- Maggiore.

Non comprende frazioni.

## Società

### Evoluzione demografica
Abitanti censiti

### Lingue e dialetti
La lingua parlata in loco è l'italiano.
Nel comune è relativamente diffuso anche il dialetto bormino. Quest'ultimo appartiene ai dialetti lombardi alpini ed è caratterizzato da tratti arcaici e da una certa somiglianza con la lingua romancia, idioma diffuso nelle vicine valli grigionesi.

### Tradizioni e folclore

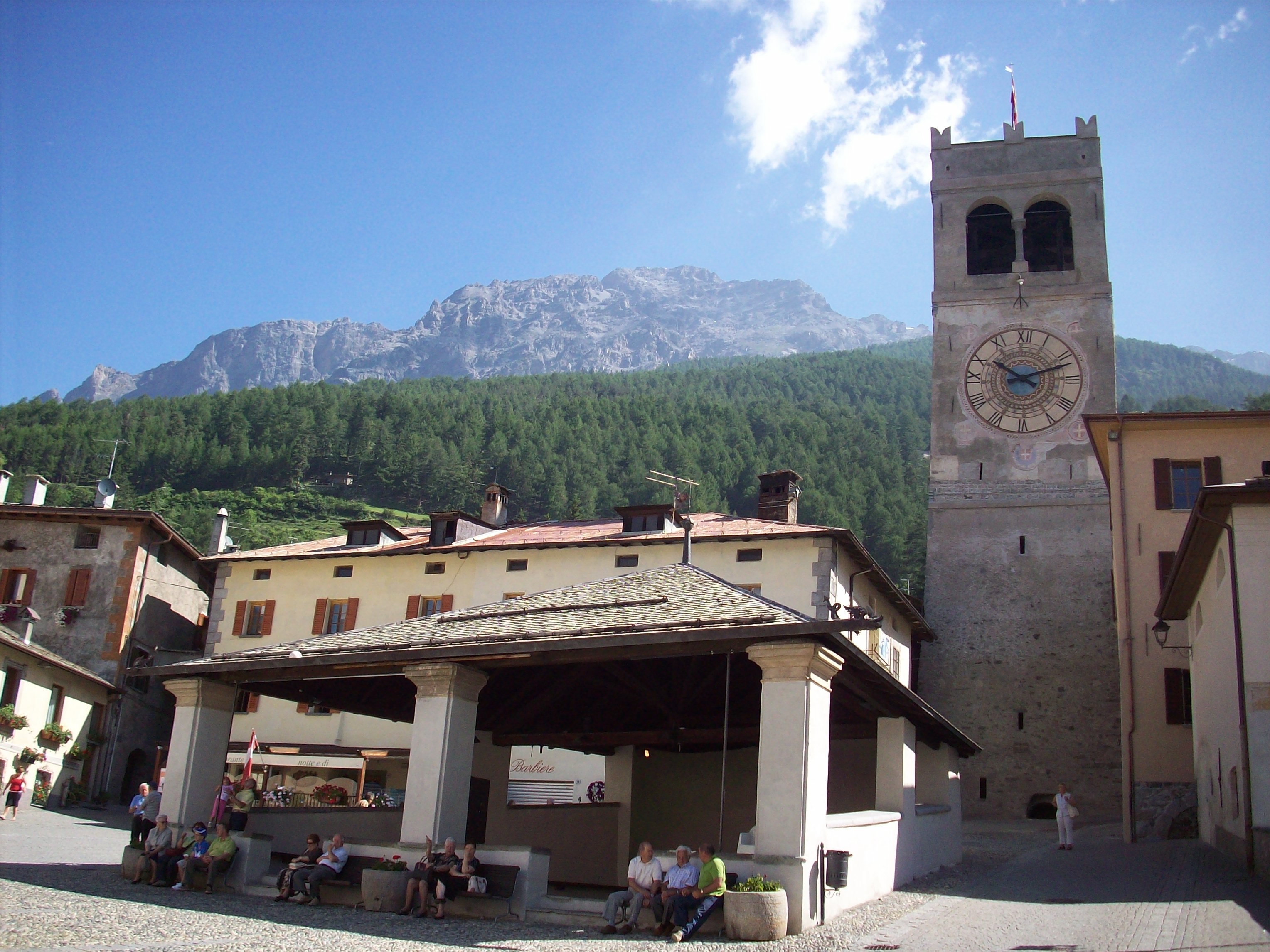
Piazza Cavour, Kuerc e Torre Civica

#### Gabinát

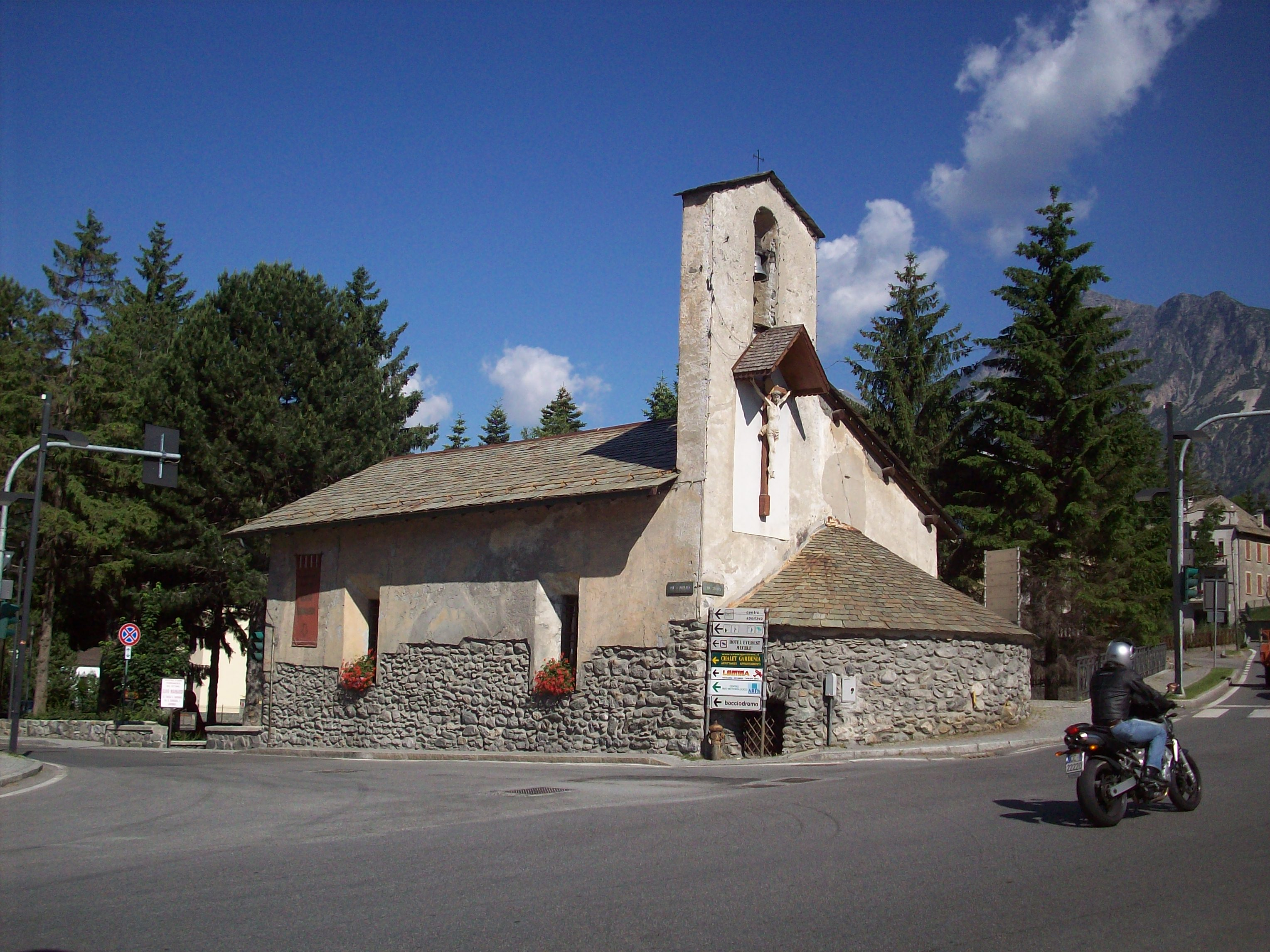
La chiesetta sconsacrata di Santa Barbara a Bormio, ospita un'esposizione artistica.

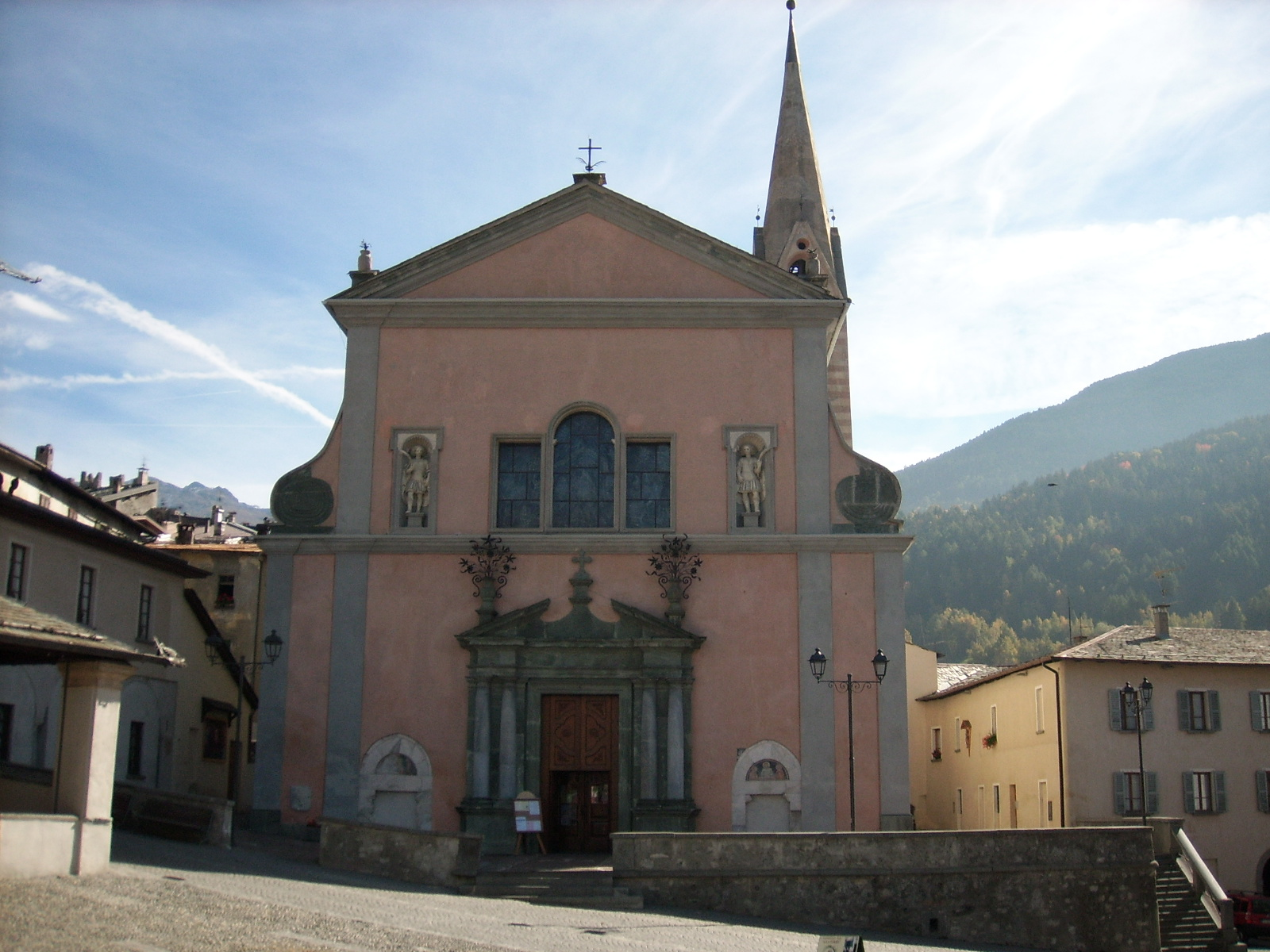
La chiesa collegiata dedicata ai Santi Gervasio e Protasio, risale all'824.

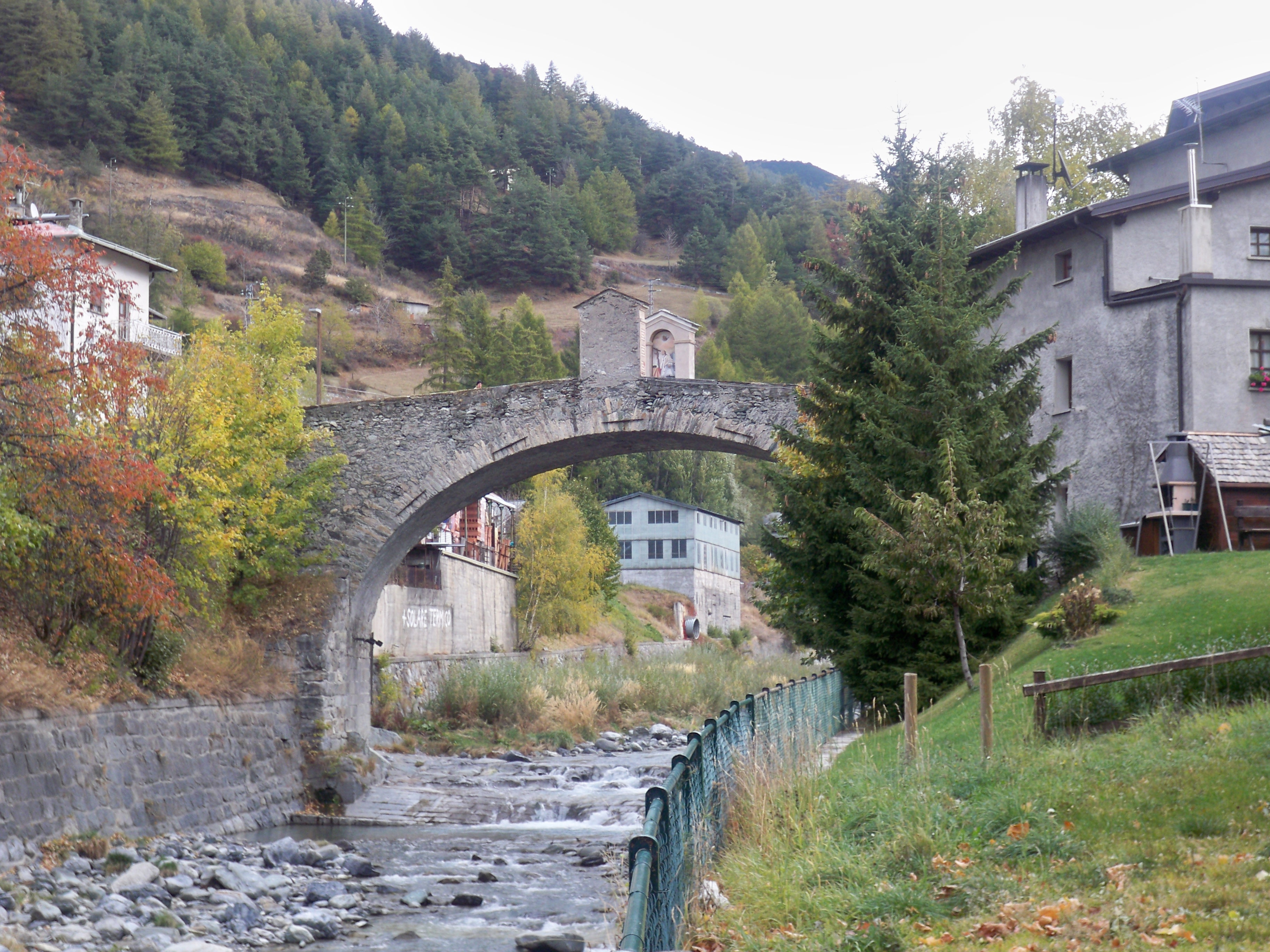
Il ponte di Combo sul torrente Frodolfo.

Il Gabinát è un'antica tradizione in uso nella giornata del 6 di gennaio. Dai vespri della vigilia sino a quelli del giorno dell'Epifania si scatena fra la popolazione locale una vera e propria gara nel prevenire quanti si incontrano col motto "Gabinat!". L'obiettivo è cogliere di sorpresa qualcuno e dire "Gabinat!" prima dell'altro. Colui che è stato prevenuto deve "pagare" il Gabinat entro il 17 gennaio, giorno di Sant'Antonio, offrendo semplici dolci o una bicchierata. La medesima tradizione è presente in Val Camonica.
Gabinat è una parola dialettale che deriva dal tedesco geben-nacht ovvero "notte dei doni" e indica il giorno dell'Epifania.

#### Geneiron
Il Geneiron è un rito di origine precristiana. La tradizione prevede che la sera del 31 gennaio i ragazzi di Bormio transitino per le vie del paese trascinando delle "tolle" (contenitori di latta, come ad esempio barattoli, parti di lamiera, etc.) con l'intento di fare baccano per risvegliare la primavera. Adesso i bambini passano nei negozi a ricevere dolciumi, piccoli doni vestendosi  "a la veglia" (alla vecchia).

#### L'è fora l'ors de la tana
La tradizione dell'ors de la tana, prevista per il 2 di febbraio, è un antico uso della popolazione locale che consiste nel fare uscire qualcuno dalla propria abitazione mediante un pretesto ironico. Il malcapitato viene poi accolto da quanti gli hanno giocato lo scherzo col saluto "L'è fora l'ors de la tana" (è uscito l'orso dalla tana).
Anche in questo caso, l'uscita dell'"orso" dal letargo invernale, vuole significare la fine dell'inverno e annunciare la primavera che è alle porte.

#### Carneval di Mat

La chiesetta di San Vitale edificata già nel XII secolo in stile romanico

Il Carneval di Mat è un'antichissima tradizione risalente al Quattrocento. Dal giorno di Sant'Antonio abate e per una settimana intera i mat (giovani del paese) prendono il potere in paese e sotto il Kuerc incoronano il Podestà dei Mat. Il bormino prescelto non poteva rifiutare l'incarico divenendo il Monarca dei Matti, in tal modo veniva condotto a Palazzo spodestando il vero Podestà del Contado. Per sette giorni egli deteneva il potere che gli permetteva di avere illimitata giurisdizione.
E passava a raccogliere denari per le vie e le abitazioni dei privati che loro malgrado finanziavano le gozzoviglie dei mat del carnevale. Il Podestà dei Mat in questa settimana attraverso un discorso "metteva in Piazza" tutti gli scomodi segreti e gli avvenimenti accaduti durante l'anno. La goliardica settimana terminava ai piedi del Kuerc, ove veniva allestita dagli arlecchini, aiutanti e difensori del Podestà, una grossa polentata a cui partecipavano i poveri del paese.
Al termine di questa settimana il Podestà dei Mat perdeva i propri poteri e quasi sempre si riduceva in miseria.
Questa tradizione venne dapprima abolita nel 1755 da un decreto delle Tre Leghe in quanto il Governo grigionese non tollerava influenze sul potere. Tuttavia la protesta dei bormini, legati a questa secolare tradizione, indusse il governo grigionese nel 1766 a revocare e sostituire il decreto con un altro in cui si diceva che non era intenzione delle Tre Leghe abolire quei divertimenti, purché non si commettessero violenze e soprattutto si rispettasse il Palazzo del Podestà.
Questa tradizione restò quindi sospesa per anni, poi è stata però ripresa, e si celebra all'insegna del proverbio "A Sant'Antoni Abat, al salta fora tucc' i mat". Così ogni anno il Podestà dei mat simbolicamente prende il posto del Sindaco di Bormio per un giorno e l'arlecchino capo, al centro della piazza, legge le lamentele che i cittadini depositano durante l'anno nella cassetta dei Mat, posizionata in un angolo della piazza del Kuerc.

##### Palio delle Contrade
Come in molti altri paesi, Bormio ha la sua versione del Palio delle Contrade. Si disputa sugli sci, tradizionalmente di fondo, durante il mese di febbraio. Prima della sera, le vie del paese vengono riempite di neve e la sera i concorrenti, divisi per categorie di età, gareggiano per simboleggiare e portare punti al proprio reparto. Punti che possono venire anche dall'abbigliamento: chi si veste "alla vecchia" porta più punti al reparto e chi normalmente porta comunque punti per la sua iscrizione. La classifica quindi non porta più punti a ogni reparto. Il Palio nato nel 1963, è diventato una tradizione del paese e ultimamente sono state fatte delle varianti di sci discesa e delle staffette. Rimane una delle tradizioni più sentite anche per la sana competizione tra i Reparti che spingono ogni anno ad iscriversi dai piccolissimi fino agli ultraottantenni, i veterani della competizione che da quando è nata vi hanno sempre partecipato.

#### Pasquali
I Pasquali sono delle portantine allegoriche (carri) a tema religioso. Esse vengono realizzate dai cittadini di Bormio, che divisi in cinque reparti (Maggiore, Dossorovina, Buglio, Combo, Dossiglio), si sfidano nella sfilata che si svolge il giorno di Pasqua. I carri sono rappresentazioni di valore simbolico religioso, sono composti da portantine in legno, dette barelle, sulle quali vengono poste delle preziose opere artigianali.
La lavorazione dei Pasquali ha inizio, già dopo il Natale, coinvolgono sia grandi sia piccini, e avvengono in assoluta segretezza, per evitare le 'spiate'. La vittoria è concessa al Pasquale che ottiene la valutazione migliore sulla base di vari criteri: aspetto estetico, significato religioso e qualità della lavorazione. Ogni Pasquale è mirato a trasmettere un messaggio che spazia dalla religione e l'amore di Dio per gli uomini, alla tolleranza nei confronti delle diversità, e così via.
La tradizione dei Pasquali trae origine dalla vecchia usanza del sacrificio dell'agnello ed è presente solo a Bormio e a Roma e da nessun'altra parte. In origine, infatti, il pasquale fu una costruzione sulla quale cittadini dei vari reparti ponevano l'agnello sacrificale da offrire a Dio. La volontà di abbellire, addobbando il proprio carro pasquale, trasformò questo primordiale uso in una vera e propria competizione che sopravvive sino ai nostri giorni.

#### Santa Luzia
La tradizione lombarda di Santa Lucia (in dialetto Santa Luzia) si pratica da tempo anche nel Bormiese: la Santa viene accolta a bordo del suo asinello lungo le vie del paese fino alla Piazza Cavour dove di ferma a distribuire la cupeta, tipico dolce valtellinese a base di miele, ostia e noci insieme a sacchettini di frutta secca. Questo evento si svolge nel tardo pomeriggio del 12 dicembre. Durante la notte tra il 12 e il 13 invece, secondo la tradizione, la Santa porta nelle case dei bambini dei regali sempre molto attesi.

### Media
Radio
- Radio Bormio
- Radio Rainolter

#### Notiziari online
- Alta Rezia News - Notizie dal cuore delle Alpi (operativo soprattutto nell'Alta Valtellina e quindi anche a Bormio)

## Cultura

### Scuole

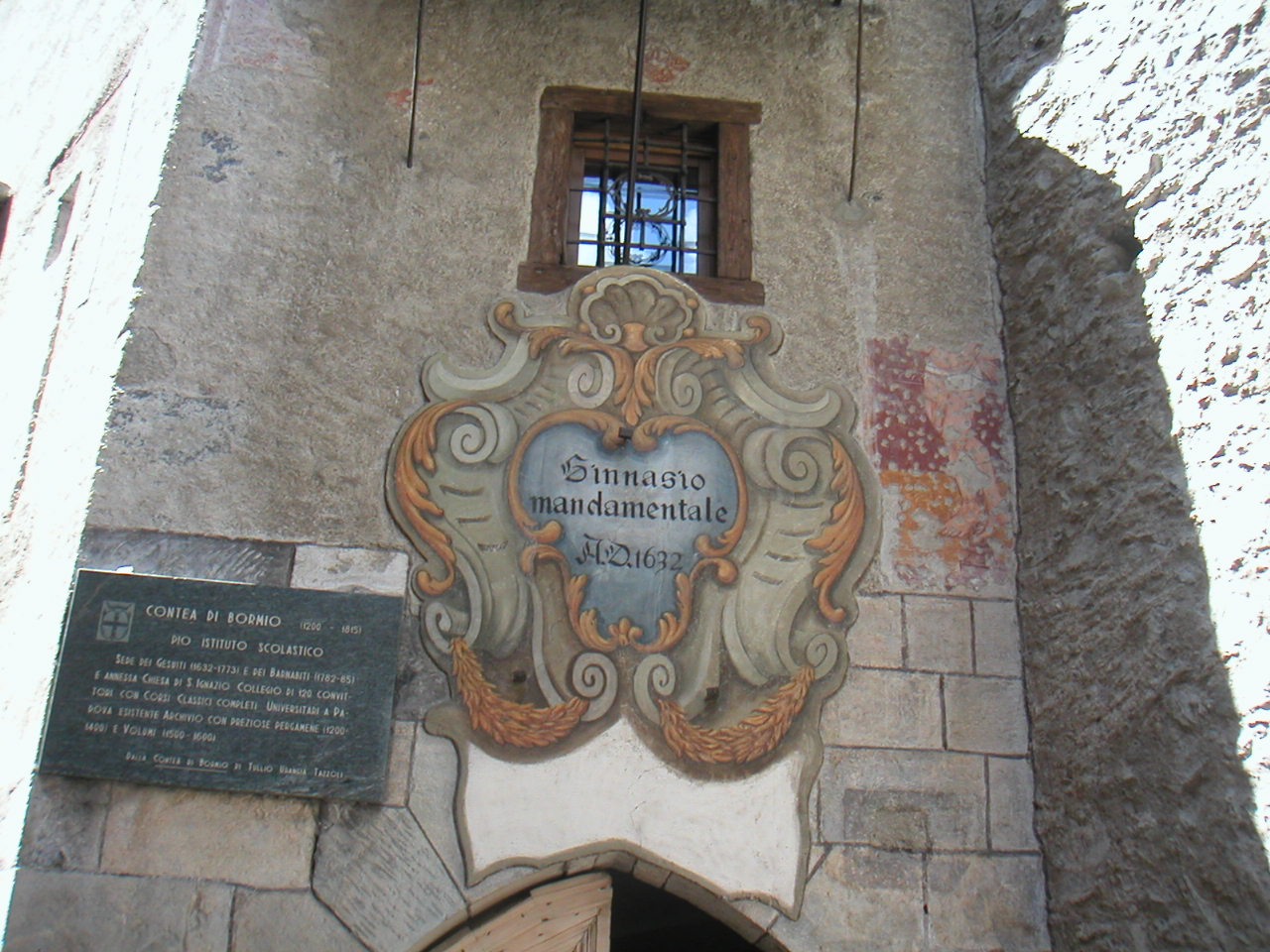
Lo storico ginnasio in Bormio esistente dal 1632.

Nel territorio comunale sono presenti una scuola primaria, una secondaria di primo grado e un istituto d'istruzione superiore in cui sono presenti liceo scientifico, liceo linguistico, liceo delle scienze umane, Istituto Tecnico Economico e istituto Professionale di Stato Servizi per l'Enogastronomia e l'Ospitalità Alberghiera.

### Musei
- Museo Civico di Bormio[24]
- Museo mineralogico e naturalistico

## Infrastrutture e trasporti
Il territorio di Bormio è attraversato dalla Strada Statale 38 dello Stelvio che, attraverso il Passo dello Stelvio, congiunge Piantedo con Bolzano; nel centro del paese si dirama dalla statale 38 la Strada statale 300 del Passo di Gavia (ex Strada Provinciale 29) che, attraverso l'omonimo passo, conduce a Ponte di Legno.
Le stazioni ferroviarie più vicine si trovano a Tirano, poste sulle linee per Sondrio e per Sankt Moritz, negli anni 20 era stata progettata la Ferrovia dello Stelvio che avrebbe raggiunto Bormio e, da qui, la Val Venosta, senza però essere mai realizzata. Nel 2015 è stato annunciato che è in fase di ideazione un progetto per prolungare la linea ferroviaria dell'Alta Valtellina fino a Bormio nonché la realizzazione di uno studio di fattibilità per un collegamento tra Val Venosta e Valtellina aperto tutto l'anno tramite traforo.
Nel 2016 è stato confermato lo studio di fattibilità per il traforo dello Stelvio che si prevede essere solo ferroviario secondo la Deliberazione della Giunta Provinciale n. 849 del 21.07.2015.

## Amministrazione

Il gonfalone comunale

| Periodo | Periodo   | Primo cittadino          | Partito | Carica                  | Note |
| ------- | --------- | ------------------------ | ------- | ----------------------- | ---- |
| 1945    | 1946      | Francesco Berbenni       |         | Sindaco                 |      |
| 1946    | 1964      | Italo Occhi              |         | Sindaco                 |      |
| 1964    | 1967      | Francesco Berbenni       |         | Sindaco                 |      |
| 1967    | 1970      | Renzo Pelosi             |         | Sindaco                 |      |
| 1970    | 1973      | Cardelio Pedrana         |         | Sindaco                 |      |
| 1973    | 1973      | Marcello Forestieri      |         | Commissario Prefettizio |      |
| 1973    | 1978      | Italo Occhi              |         | Sindaco                 |      |
| 1978    | 1988      | Gianni Confortola        |         | Sindaco                 |      |
| 1988    | 1991      | Francesco Forte          |         | Sindaco                 |      |
| 1991    | 1991      | Raffaele Sirico          |         | Commissario Prefettizio |      |
| 1991    | 1996      | Renato Pedrini           |         | Sindaco                 |      |
| 1996    | 2001      | Cardelio Pedrana         |         | Sindaco                 |      |
| 2001    | 2006      | Renato Pedrini           |         | Sindaco                 |      |
| 2006    | 2010      | Elisabetta Ferro Tradati |         | Sindaco                 |      |
| 2010    | 2011      | Luigi Scipioni           |         | Commissario Prefettizio |      |
| 2011    | 2016      | Giuseppe Occhi           |         | Sindaco                 |      |
| 2016    | 2021      | Roberto Volpato          |         | Sindaco                 |      |
| 2021    | in carica | Silvia Cavazzi           |         | Sindaco                 |      |

### Gemellaggi
Bormio è gemellata con:
- Bellpuig, in Spagna.
- Alpe d'Huez, in Francia.
- Bansko, in Bulgaria.

## Sport

### Sci

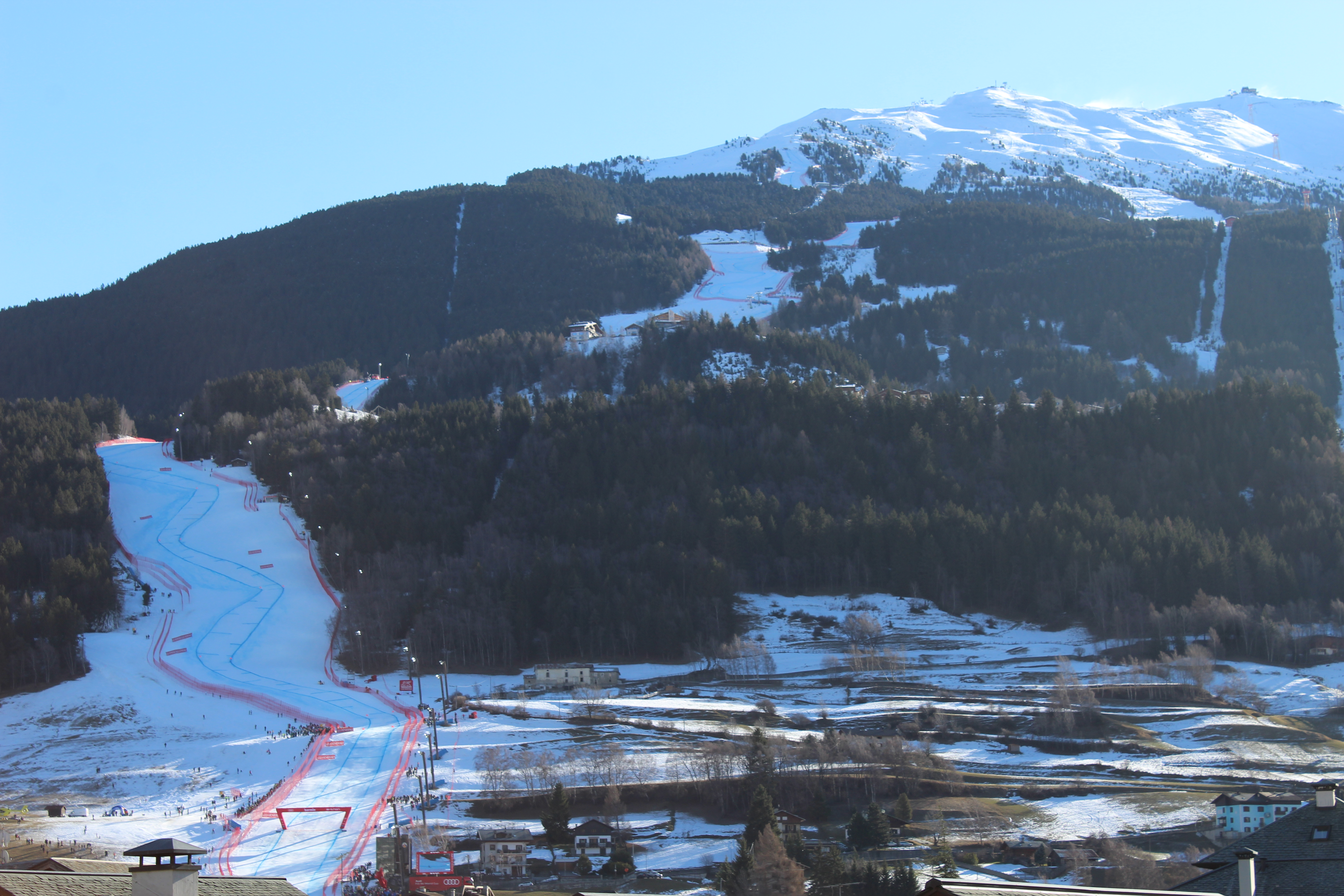
La pista da sci Stelvio

Stazione sciistica specializzata nello sci alpino col nome di Bormio Ski, Bormio ogni anno il 29 dicembre ospita sulla Pista Stelvio una gara di discesa libera valevole per la Coppa del Mondo di sci alpino, competizione organizzata dalla FIS, dal 2014 per tre stagioni la discesa libera è stata spostata a Santa Caterina Valfurva. Nel dicembre 2017 la pista Stelvio è tornata nel circuito di Coppa. Bormio è stata anche sede di vari recuperi di gare di Coppa annullate altrove. È stata sede dei Campionati mondiali di sci alpino nel 1985 e nel 2005; dal 12 al 16 marzo 2008 ha ospitato le finali della Coppa del Mondo di sci alpino 2008.
La località ha ospitato anche alcune tappe della Coppa del Mondo di sci di fondo.
Con 50 km di piste da sci e 1.800 metri di dislivello, Bormio Ski rappresenta uno degli impianti di maggiori dimensioni per estensione e soprattutto per dislivello in Lombardia. Bormio Ski si è inoltre distinta lanciando la prima APP in Italia che permette di pagare l'accesso alle piste da sci senza passare dalla casse (tecnologia Skifast).

### Short track

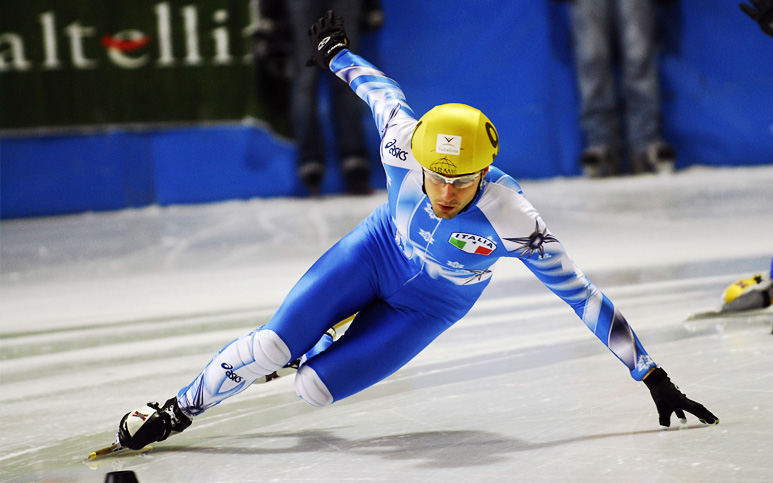
Nicola Rodigari in gara al Palaghiaccio Braulio.

Bormio è centro federale nazionale dello sport dello short track.
È stata scelta come la sede dei campionati europei di short track del 2000. Le gare si sono disputate nell'impianto Palaghiaccio Braulio.
Nel gennaio 2020, ha ospitato i campionati mondiali junior 2020, prestigiosa competizione che riguarda tutti gli atleti junior.
La squadra cittadina di short track è l'ASD Bormio Ghiaccio, uno dei principali vivai della nazionale. In questo club hanno mosso i primi passi pattinatori come Katia Zini, Mara Zini, Arianna Fontana, Nicola Franceschina, Nicola Rodigari, Yuri Confortola, Claudio Rinaldi, Michele Antonioli, Barbara Baldissera, Marinella Canclini, Matteo Compagnoni, Martina Valcepina, Arianna Valcepina, Elena Viviani e Luca Spechenhauser.

### Ciclismo

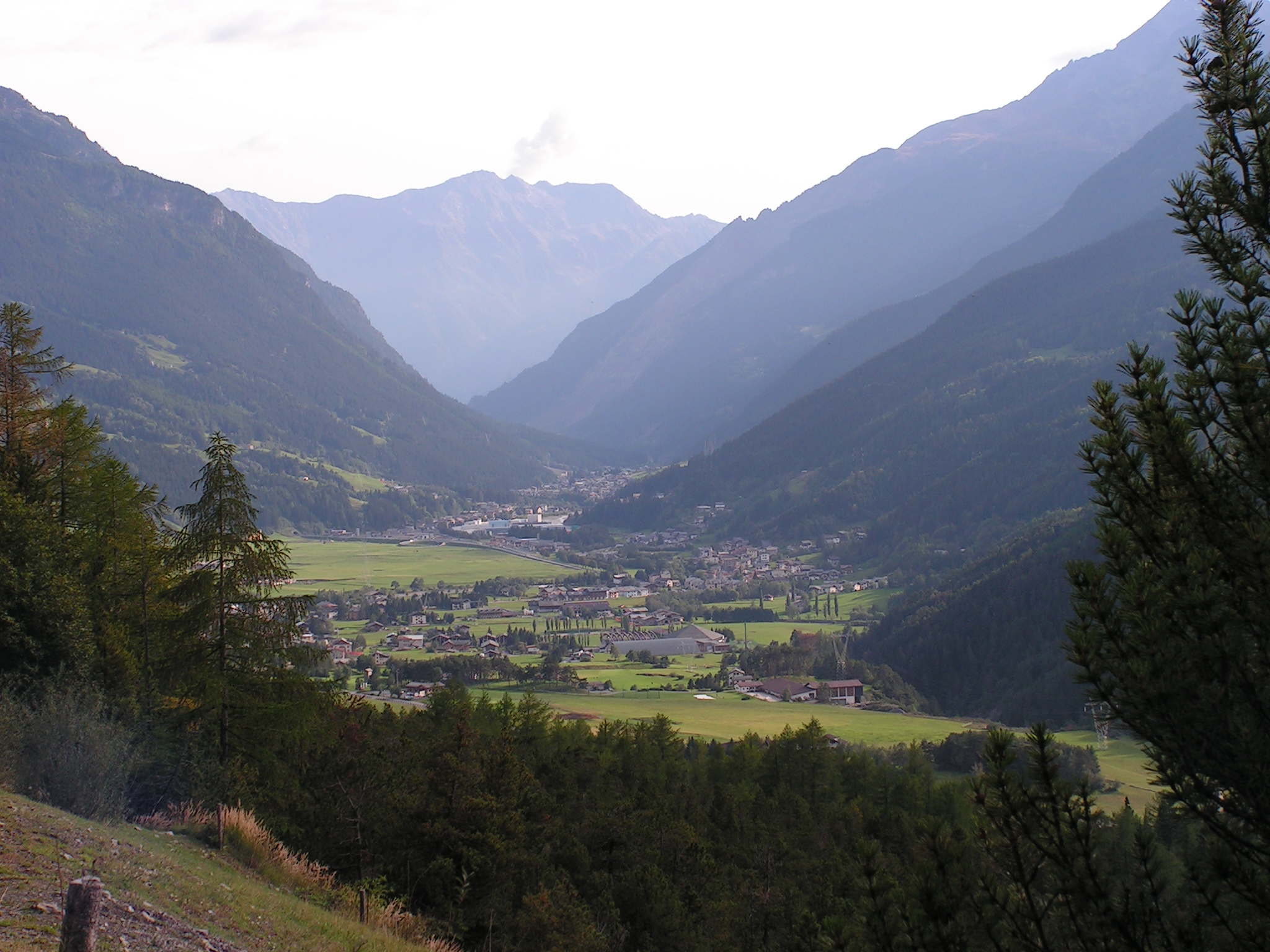
Bormio dall'alto

Per 7 volte Bormio è stata sede di arrivo di una tappa del Giro d'Italia, la prima nel 1953, la terzultima nel 2004, con arrivo a Bormio 2000, e l`ultima nel 2025.
Tappe del Giro d'Italia con arrivo a Bormio
| Anno | Tappa | Partenza              | km  | Vincitore di tappa | Maglia rosa          |
| ---- | ----- | --------------------- | --- | ------------------ | -------------------- |
| 1953 | 20ª   | Bolzano               | 125 | Fausto Coppi       | Fausto Coppi         |
| 1960 | 20ª   | Trento                | 229 | Charly Gaul        | Jacques Anquetil     |
| 1961 | 20ª   | Trento                | 275 | Charly Gaul        | Arnaldo Pambianco    |
| 1988 | 14ª   | Chiesa in Valmalenco  | 120 | Erik Breukink      | Andrew Hampsten      |
| 2000 | 14ª   | Selva di Val Gardena  | 205 | Gilberto Simoni    | Francesco Casagrande |
| 2004 | 18ª   | Cles - Bormio 2000    | 118 | Damiano Cunego     | Damiano Cunego       |
| 2017 | 16ª   | Rovetta               | 227 | Vincenzo Nibali    | Tom Dumoulin         |
| 2025 | 17ª   | San Michele all'Adige | 155 | Isaac Del Toro     | Isaac Del Toro       |

Molte altre volte è stata luogo di transito/passaggio del Giro grazie anche alla presenza nei paraggi di importanti salite valtellinesi. A Bormio infatti partono/arrivano due salite che hanno fatto la storia del ciclismo e del Giro d'Italia: il Passo dello Stelvio e il Passo di Gavia, mentre altra salita nelle vicinanze è quella del Passo del Foscagno.
Viene organizzata ogni anno una corsa di 21 Km, con un dislivello dai 1225 m di Bormio ai 2758 del Passo dello Stelvio per podisti, ciclisti e skyrollers.
XXV Giochi olimpici invernali
Bormio ospiterà nel 2026 le gare di Sci alpinismo maschile e femminile e Sci alpino maschile in occasione delle Olimpiadi Milano-Cortina. Le competizioni si svolgeranno presso lo Stelvio Ski Centre.

### Calcio

#### US Bormiese
La squadra di calcio di Bormio è la Bormiese (la denominazione ufficiale è Unione Sportiva Bormiese - Calcio), fondata il 20 febbraio 1985, anno in cui avviene anche l'affiliazione alla FIGC, Federazione Italiana Giuoco Calcio, che le attribuì il numero di matricola 74266. La squadra fu iscritta al girone A del campionato di Terza Categoria organizzato dal Comitato Provinciale di Sondrio. Ha avuto risultati altalenanti tra la Terza Categoria e la Seconda Categoria, promozione ottenuta per la prima volta alla fine della stagione sportiva 1986-1987 malgrado avesse perso lo spareggio per il primo posto contro la Libertas Sondrio.
Il campo di calcio utilizzato dalla squadra in principio non fu quello di Bormio che venne costruito solo nel 1988. La squadra incominciò quindi da Tirano, poi si trasferì a Grosio (1986). Nel periodo dell'alluvione della Valtellina (1987), a causa delle difficoltà nei trasporti, alla squadra, che avrebbe dovuto per la prima volta partecipare al campionato superiore, fu concesso dalla FIGC la sospensione dell'attività ufficiale per "causa di forza maggiore" e di mantenere la categoria di merito conservando per la stagione successiva (1988-1989) quella acquisita nel 1987, utilizzando il nuovo stadio appena costruito a Bormio in via Manzoni.

#### Squadre di calcio ospitate nei ritiri estivi
Bormio è stata sede dei ritiri calcistici estivi di importanti squadre nazionali e internazionali.
- Nel 1999
  -  Fiorentina di Giovanni Trapattoni
- Nel 2000
  -  Perugia di Serse Cosmi
- Nel 2001
  -  Inter di Héctor Cúper
- Nel 2002
  -  Inter di Héctor Cúper
  -  Bolton di Sam Allardyce
- Nel 2003
  -  Atalanta di Andrea Mandorlini
  -  Bolton di Sam Allardyce
  -  Varese di Giuseppe Sannino
- Nel 2005
  -  Panathīnaïkos di Alberto Malesani
  -  Monza di Giuliano Sonzogni
- Nel 2007
  -  Monza di Giuliano Sonzogni
- Nel 2008
  -  Monza di Dario Marcolin
  -  Hull City di Phil Brown
  -  Sassuolo di Andrea Mandorlini
- Nel 2009
  -  Hull City di Phil Brown
  -  AlbinoLeffe di Armando Madonna
- Nel 2012
  -  Genoa di Luigi De Canio
- Dal 2013
  -  Torino di Gian Piero Ventura (2013, 2014, 2015), Siniša Mihajlović (2016, 2017) e Walter Mazzarri (2018, 2019)
- Nel 2021 e 2022
  -  Como di Giacomo Gattuso

### Pallacanestro

La festeggia la vittoria del campionato mondiale maschile di pallacanestro Under-19 1987 al termine della vittoriosa finale (86-76) contro gli.

Dal 29 luglio al 5 agosto 1987 ha ospitato i campionati mondiali under-19 (1987 FIBA Under-19 World Championship), vinti dalla Jugoslavia.